# Трёхпоясный броненосец
Трёхпоясный броненосец, или трёхпоясный шаровой броненосец (лат. Tolypeutes tricinctus), — вид броненосцев, эндемик Бразилии, где он известен как tatu-bola. Является одним из двух видов броненосцев, которые могут сворачиваться в шар. За последние 10 лет численность особей сократилась на 30 %. Трёхпоясный броненосец обитает в основном в открытых саваннах и в редколесьях.                                                                                                                                                                                                          

## Питание
Основным источником питания служат муравьи и термиты, которых он может учуять благодаря своему острому нюху. Ищет добычу прижав нос к земле. Учуяв добычу, он начинает рыть яму. Длинный липкий язык используется для ловли насекомых. Кроме того, может питаться моллюсками, червями, фруктами и падалью. Несмотря на крепкую броню, взрослые пумы и ягуары имеют достаточную силу укуса, чтобы её прокусить. Однако большую угрозу представляет человек, который уничтожает места обитания, превращая их в пастбища для скота.

## Анатомия
Трёхпоясные шаровые броненосцы достигают длины 22 — 27 см, а хвост — от 6 до 8 см в длину. Вес составляет 1 — 1,6 кг. Броня состоит из окостеневших кожных щитков, покрытых неперекрывающимися ороговевшими чешуйками, которые соединены гибкими полосками кожи. Броня покрывает спину, бока, голову, хвост, уши и наружные поверхности ног. Нижняя часть тела и внутренние поверхности ног не имеют защиты и вместо этого покрыты длинными грубыми волосами. Зубы мягкие и похожи на колышки, приспособленные исключительно для разрушения экзоскелетов насекомых.
Трёхпоясные броненосцы обладают уникальной способностью сворачиваться в плотный, почти непроницаемый шар. Это обеспечивается тем, что их броня немного слабее, чем у других видов броненосцев, что обеспечивает большую ловкость. Между бронёй и телом присутствует слой воздуха. Эта способность к терморегуляции позволяет им выживать в климате, слишком засушливом для некоторых других видов броненосцев. Во время сворачивания в шар, уши засовываются в броню, а голова и хвост сцепляются, чтобы полностью закрыть шар.

## Поведение
Детёныши способны передвигаться уже через несколько часов после рождения, но остаются с матерью на протяжении нескольких месяцев.
Ведут преимущественно одиночный образ жизни, но иногда можно встретить группу, состоящую из 2-3 особей. Способность сворачиваться в шар даёт им возможность не прятаться в норах. Помечают территорию выделениями желёз.